# 國道1號 (澳大利亞)

國道1號（英語：Highway 1）是澳大利亞一條國家級公路，1955年定名。
路線大致沿澳洲大陸海岸而行（在塔斯馬尼亞則連接首府荷巴特和伯爾尼），連接各州首府和北領地首府達爾文港，全長14,500公里，是世界上最長的單一國道。